# フィリピンにおける連邦主義

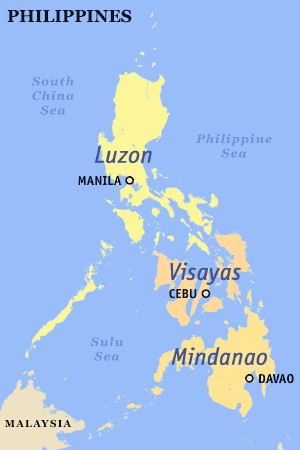
エミリオ・アギナルドとアポリナリオ・マビニは、フィリピンを3つの連邦国家、ルソン、ビサヤ、ミンダナオに分割する意向であった。この地図は、一般的にこれら3地域とされている範囲を示したものであり、アギナルド＝マビニ提案における境界線とは必ずしも一致していない。

フィリピンにおける連邦主義（フィリピンにおけるれんぽうしゅぎ、タガログ語: Pederalismo sa Pilipinas）は、フィリピンにおける連邦主義の諸思想を踏まえた政治運動。近年ではフィリピン人たちの間に連邦主義への支持が広まっており、多数の立候補者が連邦主義系の選挙プラットフォームから当選している。2022年には、ボンボン・マルコスがフィリピン連邦党 (PFP) の旗を掲げ、大統領選挙で当選した。

## 歴史
フィリピンにおける連邦政府という着想を、最初に提案したのはホセ・リサールであった。リサールは、1889年にバルセロナを拠点としていた政治宣伝新聞『La Solidaridad』に発表したエッセイ「百年後のフィリピン (Filipinas dentro de cien años)」で、連邦統治に関する自身の構想の概要を示した。
1899年には、フィリピンの革命家であったエミリオ・アギナルドとアポリナリオ・マビニも、フィリピン諸島を3つの連邦国家に分割することを提案した。
21世紀において連邦主義を最初に主唱したひとりは、フィリピン大学のホセ・アブエバ教授であり、彼は、多様性をもつこの国に必要なことをより効率的に提供するためには、連邦制による政府が必要なのだと論じた。憲法の修正を求める動きのおもな目的は、特に、マニラ首都圏という長らく圧倒的な存在の外にある、地方における脱中央集権化、地方政府の強化と財源の確保であった。
アブエバと並び、元老院議員のアキリノ・ピメンテル・ジュニアは、連邦主義の卓越した支持者であり、2001年以降、連邦主義を主唱している。彼は、連邦制という提案を、ミンダナオ危機やモロ紛争の事後対策の鍵となる要素だと見ている。ピメンテルによれば、連邦主義の主張は、特定の宗教イデオロギーの支持者を宥めることを意図したものではなく、中央政府からの大きな干渉なしに、州単位など各地方の裁量で財源や金融の動員できることから、経済的開発を加速することが期待されるものであるという。
しかし、2009年に元老院と代議院が憲法修正を決議すると、マカティでは 13,000人から 15,000人と推定される人々が、憲法修正に向けて出された政府当局の提案による動きに抗議するため集まった。このような事態が生じたのは、当時フィリピンの大統領だったグロリア・マカパガル・アロヨが、官庁に対する自身の統制力の拡大にこの修正を用いようとしているのではないかという観測が広まったためであった。加えて、この年に発表されたパルス・アジア (Pulse Asia) による憲法修正に関する世論調査の結果は、回答者の42パーセント、フィリピンの成人の10人に4人ほどが修正に反対しており、25パーセントはどちらともいえないとし、賛成は33パーセントとなった。パルス・アジアは、2006年から2009年にかけて、どちらともいえないとする回答が6ポイント増えたものの、憲法修正提案に対する国民感情には大きな変化は見られないと指摘した。
2014年の遅い時期には、当時ダバオ市長であったロドリゴ・ドゥテルテが、連邦制を目指す憲法修正を求める全国的な運動を立ち上げた。ドゥテルテは、この年10月にセブを訪れ、連邦制は人々へのサービス提供の改善を容易にすることだろうと述べた。彼はまた、現行の体制を「時代遅れ (antiquated)」だとし、公的資金の分配が、もっぱらマニラ首都圏に歪んだ形で分配されていると見た。経済的側面とともに、民族宗教紛争がおもな原因となり苦しんでいるミンダナオの諸問題への対処方策として、連邦制は最善の策であると見られていた。さらにドゥテルテは、国内の民族的多様性を考えると、現在の中央主権的な政府形態はうまく機能していないと述べた。ドゥテルテは、2016年フィリピン大統領選挙に際し、当初は何度かの出馬要請を拒んでいたが、大統領になった場合の行政組織改革にも言及していた。連邦制を求める運動と並行して、ドゥテルテは、内国歳入庁による徴税業務を民営化し、代議員を廃止して一院制を導入することを主張したが、これは両院合同決議第10号 (Joint Resolution No. 10) に反対するものであった。
連邦制を求める運動は、2014年9月10日に大統領ベニグノ・アキノ3世が第16回国会にバンサモロ基本法の草案を提出した際に、さらに高揚した。この法案の可決によって、バンサモロは自治地域となり、独自の議会をもつ政府と、警察組織をもった。バンサモロの体制の承認は、連邦制の提唱者たちや支持者たちに、より地方分権的な制度を国内の他の地域に広げる改革の実施を中央政府に求めることに自信を与えた。
2016年5月、大統領当選者となったロドリゴ・ドゥテルテは、統一国家体制を連邦制に移行させる提案を2年以内に国民投票にかけると述べた。同年12月7日、ドゥテルテは、行政命令第10号に署名し、1987年憲法の再検討をおこなう諮問委員会を設置した。

## おもな動き

### アロヨ政権下

#### 両院合同決議第10号
この決議は、1987年憲法の第14条と第18条の修正につながるものであった。これは、連邦制と大統領制による政府と、二院制の立法府を求めていた。この提案を支持した元老院議員は、アキリノ・ピメンテル・ジュニア、エドガルド・アンガラ、ロドルフォ・ビアソン、ピア・カエタノ、フアン・ポンセ・エンリレ、フランシス・エスクデロ、ジンゴイ・エストラーダ、グレゴリオ・ホナサン、パンフィロ・ラクソン、フランシス・パンギリナン、ボン・レビラ・ジュニア、マヌエル・ビラールの12名であった。アロヨ大統領は、その後におこなわれた所信表明演説で、移行を支持した。
2008年、元老院議員アキリノ・ピメンテル・ジュニアは、現行憲法の修正を求める両院合同決議第10号を提案したが、その内容は、フィリピン共和国の領域内に11の自治地域を設け、フィリピン諸島に11か所の財政と開発の中心地を配置しようとするものであった。
この提案は、11の州 (state) と1つの連邦行政地域 (federal administrative region) を設けようというものであった。
| \| 提案された各州の名称、州都、領域（2008年）[19] \| 提案された各州の名称、州都、領域（2008年）[19] \| 提案された各州の名称、州都、領域（2008年）[19] \| \| 州 (11) \| 州 (11) \| 州 (11) \| \| 記号 \| 州 \| 州都 \| \| ---------------------------------------------- \| ---------------------------------------------- \| ---------------------------------------------- \| \| A \| 北ルソン (Northern Luzon) \| トゥゲガラオ \| \| B \| 中央ルソン (Central Luzon) \| サンフェルナンド (パンパンガ州) \| \| C \| 南タガログ (Southern Tagalog ) \| タガイタイ \| \| D \| ミンパロム (Minparom) \| マンブラオ（英語版） \| \| E \| ビコル (Bicol) \| レガスピ \| \| F \| 東ビサヤ (Eastern Visayas) \| カトバロガン（英語版） \| \| G \| 中央ビサヤ (Central Visayas) \| トレド (セブ州)（英語版） \| \| H \| 西ビサヤ (Western Visayas) \| イロイロ \| \| I \| 北ミンダナオ (Northern Mindanao) \| カガヤン・デ・オロ \| \| J \| 南ミンダナオ (Southern Mindanao) \| ダバオ \| \| K \| バングサモロ (BangsaMoro ) \| マラウィ (ラナオ・デル・スル州) \| \| その他 (1) \| \| \| \| 記号 \| 連邦行政地域 \| 連邦行政地域 \| \| M \| マニラ首都圏 \| マニラ首都圏 \| |                                  |                                 |
| 提案された各州の名称、州都、領域（2008年） |                                  |                                 |
| 州 (11) |                                  |                                 |
| 記号 | 州                               | 州都                            |
| A | 北ルソン (Northern Luzon)        | トゥゲガラオ                    |
| B | 中央ルソン (Central Luzon)       | サンフェルナンド (パンパンガ州) |
| C | 南タガログ (Southern Tagalog )   | タガイタイ                      |
| D | ミンパロム (Minparom)            | マンブラオ                      |
| E | ビコル (Bicol)                   | レガスピ                        |
| F | 東ビサヤ (Eastern Visayas)       | カトバロガン                    |
| G | 中央ビサヤ (Central Visayas)     | トレド (セブ州)                 |
| H | 西ビサヤ (Western Visayas)       | イロイロ                        |
| I | 北ミンダナオ (Northern Mindanao) | カガヤン・デ・オロ              |
| J | 南ミンダナオ (Southern Mindanao) | ダバオ                          |
| K | バングサモロ (BangsaMoro )       | マラウィ (ラナオ・デル・スル州) |
| その他 (1) |                                  |                                 |
| 記号 | 連邦行政地域                     | 連邦行政地域                    |
| M | マニラ首都圏                     | マニラ首都圏                    |

この両院合同決議の内容には、元老院議員の選出を、州ごとの選出に加え、海外在住の有権者を代表する元老院議員、各州の知事及び副知事をひとつにまとめておこなうことなどが含まれていた。司法職への任命候補者を審査する司法法曹協議会は、廃止されることとなっていた。三権の地理的配置の再検討された。この提案では、立法府の機能は中央ビサヤ州 (the State of Central Visayas) となる地域へ、司法府は北ルソン州のどこかに移されることとされた。行政府は、従前通り、マニラ首都圏に設けられる連邦行政地域に留まるものとされた。

#### 両院一致決議第15号
2008年5月7日、代議院議員モニコ・プエンテベラは、元老院議員16名の賛成で可決された元老院決議第10号 (Senate Resolution No. 10) を支持し、代議院に両院一致決議第15号を提案した。ピメンテルが提案した元老院における決議とは異なり、プエンテベラの提案は制憲議会の開催という選択肢を含んでいたが、民衆の主導 (people's initiative) という形態は排除していた。連邦主義の提唱者を自認するプロスペロ・ノグラレスは、2008年5月1日に「この連邦制の仕組みは、ミンダナオの代表者としての私の考えに近く、おそらくミンダナオの指導者たちの大部分は、我々が長らく求めて来たものであると同意することであろう。元老院決議第10号は、長らく憲法に対するいかなる修正にも反対して来た元老院の歴史を考えると、喜ばしい驚きであった。(This federal system of government is close to my heart as a Mindanaoan leader and I'm sure most of the leaders in Mindanao will agree that we have long clamored for it. Senate Resolution 10 is a pleasant surprise because the Senate has a long history of opposing any move to amend the Constitution.)」と述べた。元老院決議は、11の連邦州を国内に設けるために、招集する国会を「制憲議会とし、連邦制の政体を樹立すべく憲法を修正する (into a constituent assembly for the purpose of revising the Constitution to establish a federal system of government)」としていた。

### ドゥテルテ政権下
ロドリゴ・ドゥテルテ大統領は、2016年フィリピン大統領選挙における公約のひとつだったこともあり、フィリピンへの連邦制政体の適用に前向きに取り組んだ。
ドゥテルテは、2016年12月7日に行政命令第10号を出し、1987年憲法の見直しをするため、25名から構成される諮問委員会 (Consultative Committee, ConCom) を設けた。ConCom は、2018年7月9日に最初の連邦憲法草案を提出した。この草案には、新しいバージョンが出るたびに、批判が寄せられ、数次にわたる変更が加えられ、政治家の世襲や変節に歯止めをかける条文の除去、連邦の各地方に関する条文、副大統領職の廃止などが盛り込まれた。
2018年には、連邦制を求める運動が大衆的な支持を欠いており、認知度も低いことが、調査によって明らかになった。